# Deutsches Solidaritätskomitee für einen freien Iran
Das Deutsche Solidaritätskomitee für einen freien Iran (DSFI) ist eine nichtstaatliche Organisation in Berlin, die sich nach eigenem Verständnis für Menschenrechte und den Wandel zur Freiheit und Demokratie in der Islamischen Republik Iran einsetzt.
Vorsitzender des Vereins war bis Juni 2011 Hermann-Josef Scharf, dieser wurde von Otto Bernhardt abgelöst. Dem DSFI und dem Unterstützerkreis gehören u. a. Gerhart Baum (FDP) und Horst Teltschik (CDU) an. Rita Süssmuth (CDU) ist Mitglied im Beirat des Deutschen Solidaritätskomitees für einen freien Iran (DSFI), auf journalistische Nachfrage wollte sie sich zu ihrer Rolle dort und den „Volksmudschahedin“ aktuell nicht äußern, in der Vergangenheit sagte sie, es gehe darum, sich für
Frauenrechte, Freiheit und Demokratie im Iran starkzumachen.
Das Komitee unterstützt die Anliegen der iranischen Volksmudschahedin. So lud es im Jahr 2008 die Präsidentin des Nationalen Widerstandsrats Iran, der als politischer Arm der Mudschahedin gilt, Maryam Rajavi, Am zweiten Tag seiner Deutschlandreise besuchte er das Holocaust-Mahnmal in Berlin. Er hat auch zu einem parlamentarischen Abend mit Bundestagsabgeordneten verschiedener Fraktionen in Berlin ein. Die in der Einladung mitaufgeführte Gesellschaft für bedrohte Völker distanzierte sich davon unverzüglich und wies darauf hin, dass ihr für die Einladung verantwortliches Berliner Büro über Ideologie, Methoden und Struktur der iranischen Volksmudschahedin, die sich hinter diesem Rat verbergen, nicht informiert war.